# Лулінг (Техас)
Лулінг (англ. Luling) — місто (англ. city) в США, в округах Колдвелл і Гвадалупе штату Техас. Населення — 5599 осіб (2020).

## Географія
Лулінг розташований за координатами 29°40′54″ пн. ш. 97°38′48″ зх. д. / 29.68167° пн. ш. 97.64667° зх. д. (29.681747, -97.646696).  За даними Бюро перепису населення США в 2010 році місто мало площу 14,23 км², з яких 14,13 км² — суходіл та 0,10 км² — водойми.

## Демографія
Згідно з переписом 2010 року, у місті мешкало 5411 осіб у 1907 домогосподарствах у складі 1315 родин. Густота населення становила 380 осіб/км².  Було 2115 помешкань (149/км²).
Расовий склад населення:
| - 70,8 % — білих - 8,5 % — чорних або афроамериканців - 0,5 % — азіатів - 0,4 % — корінних американців - 16,7 % — осіб інших рас |

До двох чи більше рас належало 3,1 %. Частка іспаномовних становила 52,6 % від усіх жителів.
За віковим діапазоном населення розподілялося таким чином: 27,3 % — особи молодші 18 років, 56,0 % — особи у віці 18—64 років, 16,7 % — особи у віці 65 років та старші. Медіана віку мешканця становила 35,5 року. На 100 осіб жіночої статі у місті припадало 88,0 чоловіків;  на 100 жінок у віці від 18 років та старших — 85,1 чоловіків також старших 18 років.
Середній дохід на одне домашнє господарство  становив 51 611 долар США (медіана — 39 157), а середній дохід на одну сім'ю — 62 529 доларів (медіана — 46 379). За межею бідності перебувало 20,3 % осіб, у тому числі 30,3 % дітей у віці до 18 років та 14,5 % осіб у віці 65 років та старших.
Цивільне працевлаштоване населення становило 2501 особа. Основні галузі зайнятості: освіта, охорона здоров'я та соціальна допомога — 22,9 %, сільське господарство, лісництво, риболовля — 16,3 %, виробництво — 11,8 %, роздрібна торгівля — 10,9 %.